# 김철민 (1984년)
김철민(1984년 6월 24일 ~ )은 대한민국의 희극인이다. 2004년 MBC 14기 공채 개그맨으로 데뷔했다.

## 출연 작품

### 방송
- 《코미디하우스》 (MBC)
- 《개그야》 (MBC)

• 사모님 
 • 압구정 다이어리 
 • 어쩌지 
 • 쿨하다 마선배
- 《코미디에 빠지다》 (MBC)

• MSG 
 • 소피아
- 《코미디의 길》 (MBC)
- 《켠김에 왕까지》 (온게임넷)
- 《코미디빅리그》 (tvN)
  - 《오춘기》
  - 《더티댄싱》 스탠드 역
  - 《중고&나라》
  - 《코빅법정》 판사(2015년 2쿼터 1라운드) 역
  - 《원초적 본능》
  - 《엑스트라》 감독 역
  - 《로 to the 봇》 로봇 역
  - 《좋은 친구들》
  - 《국주의 거짓말》
  - 《이용진vs이상준》
  - 《내사랑 진짜루》
  - 《이별여행사》
  - 《세레뭐니?》
  - 《내친구를 소개합니다》
  - 《내친구 도연이》
  - 《신과 함께》
  - 《선데이 나이트 라이브》
  - 《사이코러스》
  - 《랜선 오디션》
  - 《현장 오디션》
  - 《취향저격수》

### 드라마
- 《꽃할배 수사대》 (tvN, 2014년) - 환자 역
- 《초인시대》 (tvN, 2015년)

## 수상
- 2006년 MBC 방송연예대상 코미디시트콤부문 남자신인상